# ديفيد كاوثرون هاينس
ديفيد كاوثرون هاينس (بالإنجليزية: David Cawthorne Haines)‏ هو ناشط بريطاني ضد مرض الأيدز ولد في يوم 9 مايو 1970 في إيست رايدينج أوف يوركشير في إنجلترا في المملكة المتحدة، تم اختطافه في مارس 2013 من قبل تنظيم الدولة الإسلامية في العراق والشام، وتم قطع رأسه على فيديو مصور من التنظيم في يوم 13 سبتمبر 2014.